# Principati nella nobiltà italiana

Corona propria del titolo di Principe nel Regno d'Italia.

Nel corpo della nobiltà italiana sono elencati 323 titoli principeschi.
I titoli principeschi non sovrani e non regali si suddividono in: 
- Feudi di rango principesco, che davano dunque alla famiglia loro feudataria il rango di principe.[2]
- Titoli principeschi privi di feudo, creati con tale dignità dai re d'Italia, detenevano il titolo senza appoggiarsi a nessun feudo (il titolo si poggiava sul cognome).[2]
- Principati del Sacro Romano Impero, che essendo privi di feudo si appoggiavano completamente sul predicato "del Sacro Romano Impero" e creati dal Sacro Romano Imperatore. Questo rango al tempo dell'impero era superiore a quello di conte ma inferiore a quello di marchese, tuttavia con l'avvento del Regno d'Italia i titoli principeschi vennero tutti equiparati e posti come massimo grado della scala gerarchica nobiliare per decisione arbitraria del re.[2]
- Principati dell'impero Austriaco, erano il corrispettivo dei Principati del Sacro Romano Impero trasposti nel successivo Impero Austriaco.[2]

Corona propria del titolo di Principe del Sacro Romano Impero.

Di fondamentale importanza è specificare che, nonostante i principati italiani si suddividano nelle categorie sopra elencate, essi erano totalmente equiparati in grado e dignità per scelta dei Re d'Italia nel momento della unificazione. È altrettanto importante specificare che un individuo poteva essere titolare di più di un principato e che il possesso di un titolo non escludeva il possesso di un altro titolo nobiliare, dunque vi potevano essere persone che erano principi di due o più feudi contemporaneamente.
Il titolo di principe si posizionava al vertice della scala gerarchica dei titoli nobiliari italiani, superando quello di duca, dunque una famiglia ducale era inferiore di rango rispetto ad una famiglia principesca.
Sono invece superiori di grado i cosiddetti principi del sangue ovvero i principi discendenti da casate sovrane e regali ed i principi sovrani, ovvero coloro che esercitano sovranità su un feudo come ad esempio il principe di Monaco. È interessante notare come i cardinali siano equiparati a Principi del Sangue e dunque superiori di grado a un "semplice" principe non sovrano e non reale. Stesso identico principio, seppur mai ufficialmente sancito, valeva per i patrizi veneti, i quali essendo essi stessi eleggibili per un rango sovrano (il doge) erano parificati al rango di principi del sangue.
Di seguito sono riportate tutte le famiglie che erano in possesso di un titolo principesco al momento della fine del regno d'Italia, con rispettivo stemma (se disponibile) secondo quanto riportato nel libro d'oro della nobiltà italiana. Non sono compresi i titoli principeschi di ex famiglie sovrane (come ad esempio principe di Piemonte). 
| Stemma | Famiglia                                                 | Regione        | Titolo          | Predicato                          |
| ------ | -------------------------------------------------------- | -------------- | --------------- | ---------------------------------- |
|        | Avalos (d')                                              |                | Principe        | Pescara                            |
|        | Avalos (d')                                              |                | Principe        | Pagratide                          |
|        | Acton                                                    | Puglia         | Principe        | Leporano                           |
|        | Albertini                                                | Campania       | Principe        | Cimitile                           |
|        | Albertini                                                | Campania       | Principe        | S. Severino di Cammarota           |
|        | Aldobrandini                                             | Lazio          | Principe        | Meldola                            |
|        | Alliata (I linea Principi di Villafranca)                | Sicilia        | Principe        | Villafranca                        |
|        | Alliata (I linea Principi di Villafranca)                | Sicilia        | Principe        | Valguarnera                        |
|        | Alliata (I linea Principi di Villafranca)                | Sicilia        | Principe        | Montereale                         |
|        | Alliata (I linea Principi di Villafranca)                | Sicilia        | Principe        | Trecastagni                        |
|        | Alliata (I linea Principi di Villafranca)                | Sicilia        | Principe        | Ucria                              |
|        | Alliata (I linea Principi di Villafranca)                | Sicilia        | Principe        | Castrorao                          |
|        | Alliata (I linea Principi di Villafranca)                | Sicilia        | Principe        | Buccheri                           |
|        | Alliata (I linea Principi di Villafranca)                | Sicilia        | Principe        | Gravina                            |
|        | Alliata (I linea Principi di Villafranca)                | Sicilia        | Principe        | Gangi                              |
|        | Alliata (II linea Principi Alliata)                      | Sicilia        | Principe        |                                    |
|        | Altieri                                                  | Lazio          | Principe        | Oriolo                             |
|        | Altieri                                                  | Lazio          | Principe        | Viano                              |
|        | Alvarez de Toledo                                        | Spagna         | Principe        | Montalbano                         |
|        | Annunzio (d')                                            |                | Principe        | Montenevoso                        |
|        | Antici Mattei di Giove                                   | Lazio          | Principe        |                                    |
|        | Apostolico Orsini Ducas                                  |                | Principe        |                                    |
|        | Aquino (d')                                              | Campania       | Principe        | Caramanico                         |
|        | Aquino (d')                                              | Campania       | Principe        | San Severo                         |
|        | Aquino (d')                                              | Campania       | Principe        | Castelfranco                       |
|        | Ardia (d')                                               |                | Principe        | Cursi                              |
|        | Barberini                                                | Lazio          | Principe        | Palestrina                         |
|        | Biondi-Morra (linea San Martino)                         | Campania       | Principe        | San Martino                        |
|        | Biondi-Morra                                             | Campania       | Principe        | Morra                              |
|        | Bonaccorsi                                               |                | Principe        | Reburdone                          |
|        | Bonaccorsi                                               |                | Principe        | Patti                              |
|        | Bonanno                                                  | Sicilia        | Principe        | Linguaglossa                       |
|        | Bonaparte                                                | Francia        | Principe        |                                    |
|        | Boncompagnoni Ludovisi                                   | Toscana        | Principe        | Piombino                           |
|        | Boncompagnoni Ludovisi                                   | Toscana        | Principe        | Venosa                             |
|        | Boncompagnoni Ludovisi                                   | Toscana        | Principe        |                                    |
|        | Borbone                                                  | Francia        | Principe        |                                    |
|        | Borghese                                                 | Toscana        | Principe        |                                    |
|        | Borghese                                                 | Toscana        | Principe        | Sulmona                            |
|        | Borghese                                                 | Toscana        | Principe        | Rossano                            |
|        | Borghese                                                 | Toscana        | Principe        | Vivaro                             |
|        | Borghese                                                 | Toscana        | Principe        | Montecompatri                      |
|        | Borghese                                                 | Sicilia        | Principe        | Sperlinga dei Manganelli           |
|        | Borromeo                                                 | Lombardia      | Principe        | Angera                             |
|        | Bourbon del Monte                                        | Emilia Romagna | Principe        | San Faustino                       |
|        | Brancaccio                                               |                | Principe        | Triggiano                          |
|        | Brancaccio                                               |                | Principe        | Roviano                            |
|        | Brancia di Apricena                                      | Campania       | Principe        | Apricena                           |
|        | Brunaccini                                               |                | Principe        | San Teodoro                        |
|        | Caetani                                                  | Lazio          | Principe        | Teano                              |
|        | Caetani                                                  | Lazio          | Principe        | Bassiano                           |
|        | Capece Minutolo                                          | Campania       | Principe        | Canosa                             |
|        | Capece Zurlo                                             | Campania       | Principe        |                                    |
|        | Caracciolo Rossi                                         | Campania       | Principe        | Avellino                           |
|        | Caracciolo Rossi                                         | Campania       | Principe        | Ripa                               |
|        | Caracciolo Rossi                                         | Campania       | Principe        | Torchiarolo                        |
|        | Caracciolo Rossi (Ramo dei p.pi di Torella )             | Campania       | Principe        | Torrella                           |
|        | Caracciolo Rossi (Ramo di Brienza-Spinoso)               | Campania       | Principe        | Spinoso                            |
|        | Caracciolo Rossi (Ramo dei p.pi di Forino )              | Campania       | Principe        | Forino                             |
|        | Caracciolo Pisquizi (Ramo di Marano)                     | Campania       | Principe        | Marano                             |
|        | Caracciolo Pisquizi (Ramo di Marano)                     | Campania       | Principe        | Torre dell'isola                   |
|        | Caracciolo Pisquizi (Ramo di Melissano)                  | Campania       | Principe        | Melissano                          |
|        | Caracciolo Pisquizi (Ramo di Melissano)                  | Campania       | Principe        | Scanno                             |
|        | Caracciolo Pisquizi (R. di Villa e Cellamare)            | Campania       | Principe        | Cellamare                          |
|        | Caracciolo Pisquizi (R. di Villa e Cellamare)            | Campani        | Principe        | Villa                              |
|        | Caracciolo Pisquizi (R. di Villa e Cellamare)            | Campania       | Principe        | Santobuono                         |
|        | Caracciolo Pisquizi (Ramo di Castagneto)                 | Campania       | Principe        | Castagneto                         |
|        | Caracciolo Pisquizi (Ramo di Santeramo)                  | Campania       | Principe        |                                    |
|        | Carafa                                                   |                | Principe        | Roccella                           |
|        | Caravita                                                 |                | Principe        | Sirignano                          |
|        | Carpegna (di) Falconeri Gabrielli                        | Marche         | Principe        |                                    |
|        | Carrega Bertolini                                        | Liguria        | Principe        | Lucedio                            |
|        | Castelbarco                                              |                | Principe        | Montignano                         |
|        | Castelli                                                 |                | Principe        | Torremuzza                         |
|        | Cattaneo (Cattaneo della Volta)                          | Liguria        | Principe        | San Nicandro                       |
|        | Cenci Bolognetti                                         |                | Principe        | Vicovaro                           |
|        | Chigi Albani della Rovere                                | Lazio          | Principe        | Farnese                            |
|        | Chigi Albani della Rovere                                | Lazio          | Principe        | Campagnano                         |
|        | Chigi Albani della Rovere                                | Lazio          | Principe        | Soriano                            |
|        | Cigala                                                   |                | Principe        | Tiriolo                            |
|        | Cito Filomarino                                          | Campania       | Principe        |                                    |
|        | Cito Filomarino                                          | Campania       | Principe        | Rocca d'Aspro                      |
|        | Cito Filomarino                                          | Campania       | Principe        | Bietto                             |
|        | Cito Filomarino                                          | Campania       | Principe        | Mesagne                            |
|        | Clarenza                                                 | Campania       | Principe        | Santa Domenica                     |
|        | Colonna (linea dei Principi di Paliano)                  | Lazio          | Principe        | Paliano                            |
|        | Colonna (linea dei Principi di Paliano)                  | Lazio          | Principe        | Sonnino                            |
|        | Colonna (linea dei Principi di Paliano)                  | Lazio          | Principe        | Avella                             |
|        | Colonna (linea dei Principi di Stigliano)                | Lazio          | Principe        | Aliano                             |
|        | Colonna (linea dei Principi di Stigliano)                | Lazio          | Principe        | Galatro                            |
|        | Colonna (linea dei Principi di Stigliano)                | Lazio          | Principe        | Stigliano                          |
|        | Colonna (Barberini Colonna di Sciarra)                   | Lazio          | Principe        | Carbognano                         |
|        | Compagna                                                 |                | Principe        | Marsiconvo                         |
|        | Corsini                                                  | Toscana        | Principe        | Sismano                            |
|        | Corvino                                                  |                | Principe        | Mezzoiuso                          |
|        | Corvino                                                  |                | Principe        | Villanova                          |
|        | Costa Sanseverino                                        | Campania       | Principe        | Bisignano                          |
|        | Costa Sanseverino                                        | Campania       | Principe        | San Giorgio                        |
|        | Costa Sanseverino                                        | Campania       | Principe        | Torrenova                          |
|        | Costa Sanseverino                                        | Campania       | Principe        | Sant'Agata                         |
|        | Costa Sanseverino                                        | Campania       | Principe        | Luzzi                              |
|        | Costa Sanseverino                                        | Campania       | Principe        | Pietralcina                        |
|        | Cottone                                                  |                | Principe        | Villahermosa                       |
|        | De Ferrari                                               |                | Principe        |                                    |
|        | Demidoff                                                 | Russia         | Principe        | San Donato                         |
|        | Dentice di Accadia                                       | Campania       | Principe        | Arecco                             |
|        | Dentice di Frasso                                        | Campania       | Principe        | Frasso                             |
|        | Dentice di Frasso                                        | Campania       | Principe        | San Vito                           |
|        | Dentice di Frasso                                        | Campania       | Principe        | Crucoli                            |
|        | Drago (del)                                              | Lazio          | Principe        | Antuni                             |
|        | Drago (del)                                              | Lazio          | Principe        | Mazzano                            |
|        | Erba Odescalchi                                          | Lombardia      | Principe        | Monteleone                         |
|        | Fatta                                                    |                | Principe        | Belvedere                          |
|        | Ferrara Pignatelli                                       |                | Principe        | Strongoli                          |
|        | Ferrari (de)                                             |                | Principe        |                                    |
|        | Fischer                                                  |                | Principe        | Castellacci                        |
|        | Friozzi                                                  |                | Principe        | Cariati                            |
|        | Friozzi                                                  |                | Principe        | Montacuto                          |
|        | Gaetani dell'Aquila d'Aragona                            | Campania       | Principe        | Piedimonte                         |
|        | Gallarati Scotti                                         |                | Principe        | Molfetta                           |
|        | Gallone                                                  |                | Principe        | Tricase                            |
|        | Gallone                                                  |                | Principe        | Marsiconovo                        |
|        | Gallone                                                  |                | Principe        | Moliterno                          |
|        | Giannuzzi Savelli (linea di Cerenzia)                    | Lazio          | Principe        | Cerenzia                           |
|        | Giardina                                                 |                | Principe        | Ficarazzi                          |
|        | Ginori (ramo dei Ginori Conti)                           | Toscana        | Principe        | Trevignano                         |
|        | Ginori (ramo dei Ginori Conti)                           | Toscana        | Principe        |                                    |
|        | Giovanelli                                               | Lombardia      | Principe        |                                    |
|        | Giovanni (de)                                            |                | Principe        |                                    |
|        | Gironda                                                  |                | Principe        | Canneto                            |
|        | Giustiniani Bandini                                      |                | Principe        |                                    |
|        | Granito di Belmonte                                      |                | Principe        | Belmonte                           |
|        | Granito di Belmonte                                      |                | Principe        | Salerno                            |
|        | Gravina (ramo dei P.pi di Comitini)                      | Sicilia        | Principe        | Comitini                           |
|        | Gravina (ramo dei P.pi di Comitini)                      | Sicilia        | Principe        | S. Maria d'Altromonte              |
|        | Gravina (ramo dei P.pi di Montevago)                     | Sicilia        | Principe        | Montevago                          |
|        | Gregorio (de)                                            |                | Principe        | San Teodoro                        |
|        | Gregorio (de) Cattaneo                                   | Sicilia        | Principe        | Sant'Elia                          |
|        | Grimaldi                                                 | Liguria        | Principe        |                                    |
|        | Grua (la)                                                | Sicilia        | Principe        | Carini                             |
|        | Hardouin Monroy                                          |                | Principe        | Belmonte                           |
|        | Invitti                                                  | Campania       | Principe        | Conca                              |
|        | Koudacheff                                               |                | Principe        |                                    |
|        | Kretzulesco                                              | Valacchia      | Principe        |                                    |
|        | Labia                                                    |                | Principe        |                                    |
|        | Lancellotti                                              | Lazio          | Principe        |                                    |
|        | Lancellotti                                              | Lazio          | Principe        | Lauro                              |
|        | Lancellotti                                              | Lazio          | Principe        | Marzano                            |
|        | Lanza (p.pi di Trabia primo ramo)                        | Sicilia        | Principe        |                                    |
|        | Lanza (p.pi di Trabia primo ramo)                        | Sicilia        | Principe        | Trabia                             |
|        | Lanza (p.pi di Trabia primo ramo)                        | Sicilia        | Principe        | Butera                             |
|        | Lanza (p.pi di Trabia primo ramo)                        | Sicilia        | Principe        | Santo Stefano di Mistretta         |
|        | Lanza (p.pi di Trabia primo ramo)                        | Sicilia        | Principe        | Pietraperzia                       |
|        | Lanza (p.pi di Trabia primo ramo)                        | Sicilia        | Principe        | Catena (la)                        |
|        | Lanza (p.pi di Trabia primo ramo)                        | Sicilia        | Principe        | Campofiorito                       |
|        | Lanza (p.pi di Trabia primo ramo)                        | Sicilia        | Principe        | Scalea                             |
|        | Lanza (p.pi di Trabia primo ramo)                        | Sicilia        | Principe        | Scordia                            |
|        | Lerma (de)                                               | Spagna         | Principe        | Torrebruna                         |
|        | Licata                                                   | Sicilia        | Principe        | Baucina                            |
|        | Lucchesi Palli                                           |                | Principe        | Campofranco                        |
|        | Maccagnoni                                               |                | Principe        | Granatelli                         |
|        | Mannamo                                                  |                | Principe        | Mola                               |
|        | Mantegna                                                 |                | Principe        | Gangi                              |
|        | Marigliano                                               |                | Principe        | Montefalcone                       |
|        | Marulli (ramo dei Duchi d'Ascoli)                        |                | Principe        | Sant'Angelo dei Lombardi           |
|        | Marulli (ramo dei Duchi d'Ascoli)                        |                | Principe        | Faggiano                           |
|        | Marullo                                                  |                | Principe        | Casalnuovo                         |
|        | Marzano                                                  | Puglia         | Principe        | Rossano                            |
|        | Massimo                                                  | Lazio          | Principe        | Arsoli                             |
|        | Massimo                                                  | Lazio          | Principe        | Roviano                            |
|        | Massimo                                                  | Lazio          | Principe        | Triggiano                          |
|        | Massimo (Linea di Roccasecca)                            | Lazio          | Principe        | Roccasecca                         |
|        | Massimo Lancellotti                                      | Lazio          | Principe        | Prossedi                           |
|        | Massimo Lancellotti                                      | Lazio          | Principe        |                                    |
|        | Medici (de)                                              | Toscana        | Principe        | Ottajano                           |
|        | Meli Lupi                                                |                | Principe        | Soragna                            |
|        | Merlo                                                    |                | Principe        | Patti                              |
|        | Molinelli                                                |                | Principe        | Santa Rosalia                      |
|        | Moncado                                                  |                | Principe        | Arianello                          |
|        | Moncada                                                  | Spagna         | Principe        | Paternò                            |
|        | Moncada di Monforte                                      | Spagna         | Principe        | Monforte                           |
|        | Moncada                                                  | Spagna         | Principe        | Valsavoia                          |
|        | Monroy                                                   | Sicilia        | Principe        | Pandolfina                         |
|        | Montalto                                                 |                | Principe        | Lequile                            |
|        | Montholon (de) Semonville                                |                | Principe        | Umbriano de Precetto               |
|        | Napoli Rampolla (di)                                     |                | Principe        | Resuttano                          |
|        | Napoli Rampolla (di)                                     |                | Principe        | Bonformello                        |
|        | Napoli Rampolla (di)                                     |                | Principe        | Monteleone                         |
|        | Napoli Rampolla (di)                                     |                | Principe        | Condrò                             |
|        | Nicolaci                                                 |                | Principe        | Villadorata                        |
|        | Notarbartolo                                             | Sicilia        | Principe        | Sciara                             |
|        | Notarbartolo                                             | Sicilia        | Principe        | Castelreale                        |
|        | Nocera (di) o Nuceria (de)                               | Campania       | Principe        |                                    |
|        | Odescalchi                                               | Lombardia      | Principe        |                                    |
|        | Odescalchi                                               | Lombardia      | Principe        | Bassano                            |
|        | Orsini                                                   | Lazio          | Principe        | Solofra                            |
|        | Orsini                                                   | Lazio          | Principe        | Vallata                            |
|        | Orsini (d'Aragona)                                       | Lazio          | Principe        |                                    |
|        | Pacelli                                                  | Lazio          | Principe        |                                    |
|        | Pallavicini                                              | Liguria        | Principe        | Gallicano                          |
|        | Pallavicino Pallavicini Linea Genova                     | Liguria        | Principe        |                                    |
|        | Papè                                                     | Sicilia        | Principe        | Valdina                            |
|        | Paravagna                                                |                | Principe        | Maropati                           |
|        | Parente                                                  |                | Principe        | Castelviscardo                     |
|        | Paternò (Linea Principi di Biscari)                      | Sicilia        | Principe        | Biscari                            |
|        | Paternò (Ramo Paternò Castello)                          | Sicilia        | Principe        |                                    |
|        | Paternò (Linea Principi di Valsavoia)                    | Sicilia        | Principe        | Valsavoia                          |
|        | Paternò (Linea Conti di Montecupo)                       | Calabria       | Principe        | Cerenzia                           |
|        | Paternò (Linea Duchi di San Nicola e Conti di Montecupo) | Puglia         | Principe        | Presicce                           |
|        | Pietrasanta                                              |                | Principe        | San Pietro                         |
|        | Pignatelli (Linea di Monteroduni)                        | Campania       | Principe        | Monteroduni                        |
|        | Pignatelli (linea di Terranova)                          | Campania       | Principe        |                                    |
|        | Pignatelli (linea di Terranova)                          | Campania       | Principe        | Noya                               |
|        | Pignatelli (linea di Terranova)                          | Campania       | Principe        | Castelvetrano                      |
|        | Pignatelli (linea di Terranova)                          | Campania       | Principe        | Maida                              |
|        | Pignatelli (linea di Terranova)                          | Campania       | Principe        | Valle                              |
|        | Pignatelli (linea di Strongoli)                          | Campania       | Principe        | Strongoli                          |
|        | Pignone del Carretto                                     |                | Principe        | Alessandria                        |
|        | Pio di Savoia                                            | Emilia Romagna | Principe        |                                    |
|        | Privitera                                                |                | Principe        | Mola                               |
|        | Proto                                                    |                | Principe        | Colubrano                          |
|        | Riario Sforza                                            |                | Principe        | Ardore                             |
|        | Riseis (de)                                              |                | Principe        | Satriano                           |
|        | Rivarola                                                 |                | Principe        | Roccella                           |
|        | Rocco (di Torrepadula)                                   |                | Principe        |                                    |
|        | Rospigliosi                                              | Lazio          | Principe        | Castiglione                        |
|        | Rosso                                                    | Sicilia        | Principe        | Cerano                             |
|        | Ruffo (Ramo dei duchi di Bagnara e Baranello)            | Campania       | Principe        | Sant'Antimo                        |
|        | Ruffo (Ramo dei duchi di Bagnara e Baranello)            | Campania       | Principe        | Motta San Giovanni                 |
|        | Ruffo (Ramo dei duchi di Bagnara e Baranello)            | Campania       | Principe        |                                    |
|        | Ruffo (Ramo dei p.pi della Scaletta)                     | Campania       | Principe        |                                    |
|        | Ruffo (Ramo dei p.pi della Scaletta)                     | Campania       | Principe        | Scaletta                           |
|        | Ruffo (Ramo dei p.pi della Scaletta)                     | Campania       | Principe        |                                    |
|        | Ruffo della Floresta                                     | Campania       | Principe        | Floresta                           |
|        | Ruffo di Calabria                                        | Campania       | Principe        |                                    |
|        | Ruffo di Calabria                                        | Campania       | Principe        | Scilla                             |
|        | Ruffo di Calabria                                        | Campania       | Principe        | Palazzolo                          |
|        | Ruspoli (Casa Marescotti)                                | Scozia         | Principe        |                                    |
|        | Ruspoli (Casa Marescotti)                                | Scozia         | Principe        | Cervetri                           |
|        | Ruspoli (p.pi di Poggio Suasa)                           | Lazio          | Principe        | Poggio suasa                       |
|        | Sabatini                                                 | Sicilia        | Principe        | Santa Margherita                   |
|        | Sallier de la Tour (ramo secondogenito)                  |                | Principe        | Castelcicala                       |
|        | Saluzzo                                                  |                | Principe        | San Mauro                          |
|        | Sambiase Sanseverino                                     |                | Principe        | Bonifati                           |
|        | Sanfelice                                                | Campania       | Principe        | Viggiano                           |
|        | Sangro (di) (Ramo di Fondi linea secondogenita)          | Campania       | Principe        | Fondi                              |
|        | Sangro (di) (Ramo di Fondi linea secondogenita)          | Campania       | Principe        | Gesualdo                           |
|        | Sangro (di) (Ramo di Fondi linea secondogenita)          | Campania       | Principe        | Striano                            |
|        | Sangro (di) (Ramo di Fondi linea secondogenita)          | Campania       | Principe        | Palazzo San Gervasio               |
|        | San Martino Ramondetta                                   |                | Principe        |                                    |
|        | Scammacca                                                |                | Principe        | Murgo                              |
|        | Scammacca                                                |                | Principe        | Arbiato                            |
|        | Scammacca                                                |                | Principe        | Caricatore dell'Agnone             |
|        | Serra (linea dei Serra principi di Gerace)               | Liguria        | Principe        | Gerace                             |
|        | Sersale (linea principesca)                              |                | Principe        | Castelfranco                       |
|        | Settimo                                                  |                | Principe        | Fitalia                            |
|        | Sforza Cesarini                                          | Lazio          | Principe        | Genzano                            |
|        | Somma (di)                                               | Campania       | Principe        | Colle                              |
|        | Spada Veralli Potenziani                                 | Lazio          | Principe        |                                    |
|        | Spada Veralli Potenziani                                 | Lazio          | Principe        | Castelviscardo                     |
|        | Spadafora                                                | Sicilia        | Principe        | Spadafora                          |
|        | Spadafora                                                | Sicilia        | Principe        | Fitalia                            |
|        | Spadafora                                                | Sicilia        | Principe        | Venetico                           |
|        | Spadafora                                                | Sicilia        | Principe        | Maletto                            |
|        | Spucches (de)                                            | Sicilia        | Principe        | Galati                             |
|        | Stagno                                                   | Sicilia        | Principe        | Alcontres                          |
|        | Stagno                                                   | Sicilia        | Principe        | Montesalso                         |
|        | Stagno                                                   | Sicilia        | Principe        | Palizzi                            |
|        | Starabba                                                 | Sicilia        | Principe        | Giardinelli                        |
|        | Starabba                                                 | Sicilia        | Principe        | Militello                          |
|        | Strozzi                                                  |                | Principe        | Forano                             |
|        | Tcherkassky                                              |                | Principe        |                                    |
|        | Tellez y Giron                                           |                | Principe        | Anglona                            |
|        | Tomacelli Filomarino (Perrelli)                          |                | Principe        | Boiano                             |
|        | Torlonia (ramo ducale II linea)                          | Lazio          | Principe        | Civitella Cesi                     |
|        | Torlonia (ramo principesco)                              | Lazio          | Principe        |                                    |
|        | Torlonia (ramo principesco)                              | Lazio          | Principe        | Fucino                             |
|        | Torlonia (ramo principesco)                              | Lazio          | Principe        | Canino                             |
|        | Torlonia (ramo principesco)                              | Lazio          | Principe        | Musignano                          |
|        | Torrigiani di Santa Cristina e di Sepino                 |                | Principe        | Sepino                             |
|        | Tortorici                                                |                | Principe        |                                    |
|        | Tortorici di Montaperto                                  |                | Principe        | Raffadali                          |
|        | Tranfo                                                   |                | Principe        | Cosoleto                           |
|        | Tresca Carducci                                          |                | Principe        | Valenzano                          |
|        | Trigona (linea di S.Elia)                                | Sicilia        | Principe        | Sant'Elia                          |
|        | Trigona (linea di Calvaruso)                             | Sicilia        | Principe        | Calvaruso                          |
|        | Trivulzio                                                | Lombardia      | Principe        | Musocco                            |
|        | Tufo (del)                                               |                | Principe        |                                    |
|        | Tufo (del)                                               |                | Principe        | Migliano                           |
|        | Tufo (del)                                               |                | Principe        | Ischitella                         |
|        | Turrisi Griefo                                           |                | Principe        | Partanna                           |
|        | Valguarnera                                              | Sicilia        | Principe        | Castelnuovo                        |
|        | Valguarnera                                              | Sicilia        | Principe        | Niscemi                            |
|        | Vanni Calvello                                           | Toscana        | Principe        | S.Vincenzo                         |
|        | Vannucci                                                 | Sicilia        | Principe        | Petrulla                           |
|        | Vannucci                                                 | Sicilia        | Principe        | S. Antonio                         |
|        | Vera d'Aragona (de)                                      | Spagna         | Principe        | Colubrano                          |
|        | Vera d'Aragona (de)                                      |                | Principe        | Caposele                           |
|        | Vitali                                                   |                | Principe        | Sant'Eusebio                       |
|        | Wilding                                                  |                | Principe        | Radoli                             |
|        | Windisch Graetz                                          | Baviera        | Principe        |                                    |
|        | Collalto (di)                                            |                | Principe I.A.   | (Principe dell'Impero Austriaco)   |
|        | Saluzzo                                                  |                | Principe I.A.   | (Principe dell'Impero Austriaco)   |
|        | Alliata(I linea Principi di Villafranca)                 | Sicilia        | Principe S.R.I. | (Principe del Sacro Romano Impero) |
|        | Alliata (II linea Principi Allliata)                     | Sicilia        | Principe S.R.I. | (Principe del Sacro Romano Impero) |
|        | Alliata (III linea Principi Allliata)                    | Sicilia        | Principe S.R.I. | (Principe del Sacro Romano Impero) |
|        | Alliata (IV linea Duchi Pietratagliata)                  | Sicilia        | Principe S.R.I. | (Principe del Sacro Romano Impero) |
|        | Avalos (d')                                              |                | Principe S.R.I. | (Principe del Sacro Romano Impero) |
|        | Boncompagnoni Ludovisi                                   | Toscana        | Principe S.R.I. | (Principe del Sacro Romano Impero) |
|        | Caracciolo Rossi                                         | Campania       | Principe S.R.I. | (Principe del Sacro Romano Impero) |
|        | Carafa                                                   | Campania       | Principe S.R.I. | (Principe del Sacro Romano Impero) |
|        | Centurione Scotto                                        |                | Principe S.R.I. | (Principe del Sacro Romano Impero) |
|        | Chigi Albani della Rovere                                | Lazio          | Principe S.R.I. | (Principe del Sacro Romano Impero) |
|        | Gonzaga                                                  | Lombardia      | Principe S.R.I. | (Principe del Sacro Romano Impero) |
|        | Hercolani                                                |                | Principe S.R.I. | (Principe del Sacro Romano Impero) |
|        | Meli Lupi                                                | Emilia Romagna | Principe S.R.I. | (Principe del Sacro Romano Impero) |
|        | Milano Franco d'Aragona                                  | Campania       | Principe S.R.I. | (Principe del Sacro Romano Impero) |
|        | Odescalchi                                               | Lombardia      | Principe S.R.I. | (Principe del Sacro Romano Impero) |
|        | Orsini                                                   | Lazio          | Principe S.R.I. | (Principe del Sacro Romano Impero) |
|        | Orsini (d'Aragona)                                       | Lazio          | Principe S.R.I. | (Principe del Sacro Romano Impero) |
|        | Pallavicini                                              | Liguria        | Principe S.R.I. | (Principe del Sacro Romano Impero) |
|        | Pignatelli (linea di Terranova)                          | Campania       | Principe S.R.I. | (Principe del Sacro Romano Impero) |
|        | Pignatelli (Linea di Cerchiara)                          | Campania       | Principe S.R.I. | (Principe del Sacro Romano Impero) |
|        | Rospigliosi                                              | Lazio          | Principe S.R.I. | (Principe del Sacro Romano Impero) |
|        | Schonburg Waldenburg (di)                                |                | Principe S.R.I. | (Principe del Sacro Romano Impero) |
|        | Torre e Tasso (della)                                    | Lombardia      | Principe S.R.I. | (Principe del Sacro Romano Impero) |